# Manas (silenciário)
Manas (em grego: Μαννάς; romaniz.: Mannás) foi um oficial bizantino do século VI que serviu como silenciário sob o imperador Maurício (r. 582–602). Ele foi milagrosamente curado por Teodoro de Siceão durante a visita dele em Constantinopla. Manas era esposo de Teodora, que as fontes colocam que era uma cristã zelosa.